# Doral (Florida)
Doral ist eine Stadt im Miami-Dade County im US-Bundesstaat Florida. Das U.S. Census Bureau hat bei der Volkszählung 2020 eine Einwohnerzahl von 75.874 ermittelt.

## Geographie
Doral liegt etwa zehn Kilometer westlich von Miami und stellt eine principal city der Metropolregion Miami dar.

## Demographische Daten
Laut der Volkszählung 2010 verteilten sich die damaligen 45.704 Einwohner auf 17.785 Haushalte. Die Bevölkerungsdichte lag bei 1294,7 Einw./km². 88,7 % der Bevölkerung bezeichneten sich als Weiße, 2,5 % als Afroamerikaner, 0,1 % als Indianer und 3,6 % als Asian Americans. 3,0 % gaben die Angehörigkeit zu einer anderen Ethnie und 2,1 % zu mehreren Ethnien an. 79,5 % der Bevölkerung bestand aus Hispanics oder Latinos.
Im Jahr 2010 lebten in 50,7 % aller Haushalte Kinder unter 18 Jahren sowie 13,9 % aller Haushalte Personen mit mindestens 65 Jahren. 79,4 % der Haushalte waren Familienhaushalte (bestehend aus verheirateten Paaren mit oder ohne Nachkommen bzw. einem Elternteil mit Nachkomme). Die durchschnittliche Größe eines Haushalts lag bei 3,00 Personen und die durchschnittliche Familiengröße bei 3,33 Personen.
31,0 % der Bevölkerung waren jünger als 20 Jahre, 31,6 % waren 20 bis 39 Jahre alt, 28,2 % waren 40 bis 59 Jahre alt und 9,4 % waren mindestens 60 Jahre alt. Das mittlere Alter betrug 34 Jahre. 48,1 % der Bevölkerung waren männlich und 51,9 % weiblich.
Das durchschnittliche Jahreseinkommen lag bei 71.656 $, dabei lebten 8,3 % der Bevölkerung unter der Armutsgrenze.
Im Jahr 2000 war Englisch die Muttersprache von 16,15 % der Bevölkerung, spanisch sprachen 74,50 % und 9,35 % hatten eine andere Muttersprache.

## Wirtschaft
Die größten Arbeitgeber waren 2018:
| Arbeitgeber                           | Arbeitnehmer |
| ------------------------------------- | ------------ |
| Carnival Cruise Lines                 | 2380         |
| Univision Network                     | 900          |
| Trump Endeavour 12 LLC                | 800          |
| Leon Medical Center                   | 760          |
| Miami Herald Media Company            | 635          |
| Supreme International Corporation     | 525          |
| Amadeus North America LLC             | 450          |
| Perry Ellis International             | 420          |
| Blue Cross and Blue Shield of Florida | 412          |
| Brinks Incorporated                   | 366          |

## Verkehr
Das Stadtgebiet wird von den Florida State Roads 821 (Homestead Extension of Florida’s Turnpike, mautpflichtig), 826 (Palmetto Expressway) und 836 (Dolphin Expressway, mautpflichtig) tangiert. Der Flughafen Miami befindet sich unmittelbar östlich des Stadtgebietes.